# Finland under bronsåldern
Finland under bronsåldern (1500 f.Kr–500 f.Kr.) var uppdelat i två kulturområden. Det ena området var den västliga  kustbosättningen och det andra en mera östligt orienterad bosättning i inlandet och i landets norra delar. Västra Finland räknas som en del av den nordiska bronsålderskulturen, medan övriga delar av landet tillhör den så kallade arktiska bronsålderskulturen, ett begrepp skapat av A M Tallgren 1937. Dessa två grupper var åtskilda redan under stenålderns slutskeden.

## Kustområdets kultur
Tro från den europeiska jordbruksmiljön nådde sydvästra Finland och betydelsen av minnet av förfäder ökade.De döda började kremeras och det verkar som att även sättet att förstå själen förändrades. Utsmyckningen av gravstenarna ökade och sedan började man göra de stengravstenar som är så kända i Skandinavien. Kuninkaanhauta eller kungens grav är just den största stenhögen och gravmonumentet i Finland och Nordeuropa byggt under bronsåldern; totalt är den 30 meter lång och 4 meter hög och enligt finsk folktro är den graven till en rik dåtida kung. Finlands mest kända mukuru-komplex, ett av landets sju UNESCO-världsarv 1999, är granitgraven mukuru, Sammallahdenmäki mukuru-komplexet i staden Lappi [7].

### Bosättning
Kustbosättningen i västra och södra Finland hade sina viktigaste kontakter över havet till södra och mellersta Skandinavien. Bronsteknologin infördes från dessa områden till Finlands kustområden. Man började odla korn och vete och hade kor, grisar och får som husdjur. Även religion och gravseder, ekonomi och sättet att bygga bostäder påverkades. Kustlandet fick en fastare bosättning med bondgårdar, det var ensamgårdar eller små grupper av mindre gårdar. På senare år har man grävt ut stolpbyggda långhus med lerklinade flätverksväggar.
Västra Finlands fyndrikaste bygder under bronsåldern finns vid Kumo älvs dåvarande mynning i Satakunta. I detta område finns landets största monumentala rösen och bronsfynden är rikare än i andra områden i Finland. Området var troligen en centralbygd under den yngre bronsåldern.
Kustzonens boplatser är ännu dåligt studerade. Bosättningar vid Otterböte på Kökar, ett fångstläger för säljakt med rester av runda hyddor med runda stenringar, är välkända. Rieskaronmäki i Nakkila i Satakunta har gett ett unikt fynd av ett långhus. Keramik på boplatserna har dels inhemska förebilder, men inflytanden från Lausitzkulturen har också spårats.

### Gravskick
Med introduktionen av jordbruk så förändrades även den religiösa tron. Man började att bygga större monument över de döda.
Gravskicket var stora röse- eller kummelgravar, i Finland kallade jättekast. Dessa stora kuströsen finns utmed kusten från Kymmene älv längst i öster till Simojoki i norr. Rösena är ofta runda men ibland avlånga. Byggmaterial var oftast rullsten och läget på höga berg med vid utsikt över forntida havsfjärdar och vikar gör monumenten synliga i landskapet. Under bronsålderns senare del valdes mindre dominerande platser. I rösets mitt påträffas ofta en stenkista eller en liknande konstruktion. Den gravlagde låg i utsträckt läge. Senare började man praktisera brandgravskick, en stor förändring i gravritualerna som påverkar informationsvärdet hos gravarna. Kvarlevorna efter den brände placerades i röset, oftast i en urna av lera eller en spånask. De brända benen kunde också spridas ut över rösets bottenstenar. Begravningsskicket är skandinaviskt och inspirerat av livliga förbindelser med Skandinavien. Troligen fanns också en viss inflyttning från väster. Skeppssättningar finns även i Finland men i sin typiska form endast på Åland. Ett exempel är Grytverksnäset i Sund. Rösegravarna saknar mestadels bronser. Brons var dyrbart och gravarna plundrades troligen på metall redan under förhistorisk tid.
Sammallahdenmäki är beläget i Lappi i Raumo i Nedre Satakunta. Platsen har ett värdefullt monument från bronsåldern och togs upp på världsarvslistan 1999. Kuninkaanhauta (Kungens grav) är en grav från bronsåldern i byn Panelia i Eura i Finland. Röset anlades under tiden 1500–1300 f.Kr. Det är Finlands största gravröse i Finland, Kuninkaanhauta är 36×30 meter brett och cirka fyra meter högt. Enligt legenden är Kuninkaanhauta begravningsplats för en lokal kung eller hövding. Graven är inte undersökt. Då den byggdes låg den på stranden av  Paneliabukten. Idag ligger den  20 kilometer från kusten då kustlinjen flyttats västerut på grund av landhöjningen. 

## Bronsfynd och metallfattigdom
Bronsåldern i Finland är betydligt fattigare på metaller än södra Skandinavien. I Finland saknas stora metalldepåer och offerplatser vilka är vanliga i södra Skandinavien. Endast ett fåtal depåer har hittats. Två depåer har hittats i Kumo i Satakunta. Det så kallade Nopparifyndet bestod av ett svärd och ett så kallat glasögonspänne. Kouppalafyndet består av två spännen, en dräktnål och prydnadsbucklor. I norra Finland i byn Petkula i Sodankylä har man funnit en depå med fyra skandinaviska bronssvärd som Kivikoski ser som ett handelslager. Svärden är avbildade på sidan 24 i häftet Finlands förhistoria. På ön Lusmasaari i sjön Enare träsk hittades fyra vridna halsringar och tre armringar samt en östlig holkyxa, alltså ett blandat fynd av olika ursprung. Finland har bara cirka 150 föremål av brons från bronsåldern registrerade. De utgör grav-, depå-, offer- eller lösfynd. Bland fynden finns vapen, såsom vapenyxor, spjutspetsar, svärd och dolkar, även arbetsyxor och senare smycken samt toalettsaker, såsom kammar, pincetter och rakknivar. Bronserna är ornerade med spiral- eller stjärnornamentik och ofta importerade från Skandinavien. Under yngre bronsålder göt man egna föremål, främst arbetsyxor. Hopade fynd förekommer sparsamt. De har tolkats som handelsdepåer eller som rituella offerfynd. Offerfynd är ett nytt inslag i Finland och återgår på skandinaviska traditioner. Sten var fortsatt viktigt som råmaterial, då man inte hade råd att importera den dyra bronsen. Rombiska och nackböjda stenyxor finns, liksom i Sydskandinavien. I Finland finns inga kända hällristningar, som är vanliga i bygderna i södra Skandinavien.

## Den arktiska bronsåldern
I inlandet och i norra Finland dominerade fångstekonomin fortfarande under bronsåldern. Pollenanalyser från senare tid har visat att man försökte med jordbruk i Insjö-Finland. Inlandets kontakter var orienterade mot de central- och östryska bronsålderskulturerna vid floderna Kama och Oka. Den textilkeramiska gruppen har sina rötter vid Oka och mellersta Volga. Den spreds mot nordväst och förmedlade metallteknik och jordbruk till Karelen och Finland. Kulturen vid Kama hade handel västerut, först kallades kulturen Seima-Turbino sedan Ananjinokulturen. Bronsteknologin hade man lärt av dessa områden i Ryssland. Från Ananjinokulturen kom senare även järnteknologin. Kontakterna österut ägde rum landledes.

### Keramiken
Keramiken indelas i asbestkeramik och textilkeramik, bägge med influenser i öster- och söder. Den så kallade textilkeramiken var en nyhet i Finland. Keramiken skapades i en form. Formen kläddes med tyg och på så sätt var leran lättare att avlägsna ur formen men ytan fick ett avtryck av textilen. Sedan brändes keramiken och avtrycken fanns kvar. I Finland och östra Karelen uppkom den så kallade Sarsa-Tomitsa-keramiken som spreds över landet till Bottenviken, Kajanaland och Kemijärvi. I landets nordligaste del dominerade dock asbestkeramiken fortfarande. Keramik av typen asbestkeramik tillverkades också i formar. Den så kallade Sär-2-keramiken blev också spridd över hela norra Fennoskandia. Sär-2-keramiken har olika grupper till exempel Luukonsaarigruppen och Kjelmöjgruppen i nordskandinavien. Asbestkeramiken och textilkeramiken har inte tydliga gränser utan förekommer på varandras områden.
Finlands inre och östra delar saknar stora rösegravar, utan bara ett fåtal grava så kallade lapprösen har påvisats. Boplatserna är stora öppna boplatser av samma typ som under stenåldern och ofta på samma platser. Inom denna kulturkrets var utkomsten fortfarande i huvudsak baserad på jakt, fiske och insamling. Metallen ändrade inte levnadssättet utan boplatserna låg fortsatt vid de goda fångstplatserna. Pil och båge var framför allt jaktvapnet och spetsar av flinta kom från Ryssland, men i huvudsak användes kvarts och kvartsit även om skifferpilar ännu förekom. Sällan användes metallspetsar.

### Bronsgjutning
Bronstillverkningen blev mer självständig i norra Finland och här göt man egna föremål. Det var nästan bara holkyxor man tillverkade. De äldsta yxorna som hittats i området är från tiden 1600 f.Kr. och är så kallade Seimayxor från Ryssland förmedlade över Vita havet och via Kemi älv. Yxor av typen Mälaryxor  som man tidigare trodde hade tillverkats i Mälardalen kommer också från öster samt de inhemska Manninkayxorna tillhör mestadels det textilkeramiska området. Endast en yxa från Ananjinokulturen har hittats i kustområdet i Finland. Fynden av formar för att gjuta yxor är betydligt fler. De är ofta tillverkade av täljsten eller lera och flertalet har hittats i Kajanaland. Brons fördes över Vita havet och sedan längs Kemi älv till vattensystemen i Kajanaland. Där fanns också täljsten för tillverkning av formar. Troligen har man gjutit yxor i området för vidare utbyte med andra områden. Även knivar och mejslar tillverkades. I norra Finland dominerade den asbestkeramiska kulturgruppen, som har förmodats ha samband med senare tiders samer. Antalet funna bronser i området är dock få.
Finland har cirka 90 hällmålningar, de flesta vid Saimens sjösystem, några vid Päijänne, medan fyra hittats i Helsingforstrakten, i Esbo och vid Kyrkslätt. De äldsta målningarna har daterats till den äldsta kamkeramikens tid, men majoriteten tros vara från stenålderns slut och inlandets bronsålder, som ofta numera kallas tidig metalltid.